# Northome
Northome é uma cidade localizada no estado americano de Minnesota, no Condado de Koochiching.

## Demografia
Segundo o censo americano de 2000, a sua população era de 230 habitantes.
Em 2006, foi estimada uma população de 215, um decréscimo de 15 (-6.5%).

## Geografia
De acordo com o United States Census Bureau tem uma área de
4,9 km², dos quais 3,9 km² cobertos por terra e 1,0 km² cobertos por água.

## Localidades na vizinhança
O diagrama seguinte representa as localidades num raio de 32 km ao redor de Northome.